# Татарінов Микола Матвійович
Микола Матвійович Татарінов (народився 14 грудня 1927, Войкове, Донецька область, УРСР — 29 травня 2017, Санкт‑Петербург, РФ) - Народний спортсмен СРСР, Заслужений майстер спорту (1957), триразовий чемпіон світу в командному заліку (1957–1959), срібний призер Олімпійських ігор 1960 року в команді. Підполковник ЗС СРСР у відставці, викладач, тренер.

## Біографія
Народився 14 грудня 1927 року у с Войкове (нині Благодатне), Донецької області України. Після 9 класів у Тулі  1944 року вступив до авіаційного училища в Ворошиловграді — звідси розпочав спортивну кар’єру.  1945 року служив у Харкові,  далі — у Прибалтійському військовому окрузі. 1950 року вступив до Ленінградського військового інституту фізкультури, який закінчив  1953 року з золотою медаллю. Після завершення спортивної кар’єри залишився працювати у Військово-медичній академії ім. Кірова в Ленінграді (Санкт‑Петербурзі).

## Спортивна кар’єра
Татарінов — радянський п’ятиборець, який виступав у складі збірної СРСР.

##### Початок
Почав займатися сучасним п’ятиборством у 1952 році.
Вже у 1954 році виконав норматив майстра спорту, перемігши на чемпіонаті України в абсолютному заліку.
Дебютував на Спартакіаді народів СРСР-1956. Зайняв 21 місце. Слабо виступив у кінному кросі, але за результатами решти чотирьох дисциплін був другим після Ігоря Новікова.

#### Чемпіонати СРСР
1957–1959 — тричі чемпіон СРСР у командному заліку;
неодноразово входив до призової трійки також в особистих змаганнях.

#### Чемпіонати світу
1957 (Стокгольм): бронза в особистому заліку, золото — у командному.
1958 (Олдершот) і 1959 (Херши): золото в командному заліку.
Олімпіада-1960, Рим.
Срібло в команді СРСР разом з Ігорем Новіковим і Ханно Сельгом
Особисте 6‑те місце серед 60 учасників.

#### Інші досягнення
1957 — переможець Міжнародних дружніх спортивних ігор молоді (особисто).
1958 — бронза на Спартакіаді дружніх армій (команда), срібло — з триборства.
1959 — чемпіон II Спартакіади народів СРСР як частина команди Ленінграда.

## Освіта та професійна діяльність
- 1953–1962: викладач кафедри фізкультури Військово-медичної академії ім. Кірова у Ленінграді / Санкт‑Петербурзі
- 1978–1986: тренер СДСО «Буревестник» (Ленінград).Брав участь у ветеранських тенісних турнірах, активно займався спортом у поєднанні зі службою.
- Брав участь у ветеранських тенісних турнірах, активно займався спортом у поєднанні зі службою.

## Військова служба
Після завершення активної спортивної діяльності продовжував військову службу, дослужившись до звання підполковника ЗС СРСР у відставці.

## Додаткова інформація
- У збірній СРСР у сучасному п’ятиборстві з 1957 по 1962 рік.
- Завершив спортивну кар’єру  1962 року.

## Нагороди та відзнаки
- Заслужений майстер спорту СРСР (1957)[5].
- Орден «Знак Пошани» (16 вересня 1960) — за успішний виступ на Олімпіаді[8].
- Медалі «За бойові заслуги» та «За перемогу над Німеччиною»[9]

## Смерть
Татаринов помер 29 травня 2017 року у Санкт‑Петербурзі у віці 89 років

## ПРИМІТКИ
1. ↑  Електронний каталог. e-catalog.mk.ua. Процитовано 20 липня 2025.
2. 1 2  Татаринов, Николай Матвеевич. Руниверсалис (рос.). 10 січня 2023. Процитовано 20 липня 2025.
3. 1 2  Brandsborg, O.; Boné, J.; Brandsborg, M.; Løvgren, N. A.; Amdrup, E. (1975). Serum gastrin concentration before and after parietal cell vagotomy in man and dog. Acta Chirurgica Scandinavica. 141 (7): 654—656. ISSN 0001-5482. PMID 1957.
4. ↑  Olympedia – Nikolay Tatarinov. www.olympedia.org. Процитовано 20 липня 2025.
5. 1 2  ТАТАРИНОВ Николай Матвеевич | Российские спортсмены | Спортивная Россия. infosport.ru (рос.). Процитовано 20 липня 2025.
6. 1 2 3  Admin (21 червня 2022). Татаринов Николай Матвеевич | Спорт-страна.ру (рос.). Процитовано 20 липня 2025.
7. ↑  ТАТАРИНОВ Николай Матвеевич | Российские спортсмены | Спортивная Россия. infosport.ru (рос.). Процитовано 20 липня 2025.
8. ↑  Admin (21 червня 2022). Татаринов Николай Матвеевич | Спорт-страна.ру (рос.). Процитовано 20 липня 2025.
9. ↑  Admin (21 червня 2022). Татаринов Николай Матвеевич | Спорт-страна.ру (рос.). Процитовано 20 липня 2025.